# Военпром (платформа)
Военпро́м — закрытая платформа Северо-Кавказской железной дороги РЖД, расположена в микрорайоне Новый Сочи Центрального района города Сочи, Краснодарский край, Россия.